# Marianna Longa
Marianna Longa (Tirano, 26 april 1979) is een Italiaanse langlaufster. Ze vertegenwoordigde haar vaderland op de Olympische Winterspelen 2002 in Salt Lake City, Verenigde Staten.

## Carrière
Longa maakte in maart 2000 in Bormio haar wereldbekerdebuut, het seizoen daarop pakte ze in Asiago haar eerste wereldbekerpunten. Tijdens de Olympische Winterspelen van 2002 in Salt Lake City eindigde de Italiaanse als twintigste op de 10 kilometer klassiek en als drieëndertigste op de 30 kilometer klassiek, samen met Gabriella Paruzzi, Sabina Valbusa en Stefania Belmondo eindigde ze als zesde op de 4x5 kilometer estafette. In Oberhof eindigde ze voor de eerste maal in de toptien tijdens een wereldbekerwedstrijd. Op de wereldkampioenschappen langlaufen 2003 in Val di Fiemme eindigde ze als elfde op de 15 kilometer klassiek en als twintigste op de 10 kilometer, op de estafette eindigde ze samen met Cristina Paluselli, Antonella Confortola en Arianna Follis op de zevende plaats. Vanwege de zwangerschap van haar zoontje Michele moest Longa haar carrière tussen februari 2005 en november 2006 onderbreken.

### Rentree
Bij haar rentree in de wereldbeker, in het Zweedse Gällivare, eindigde de Italiaanse als elfde. Tijdens de wereldkampioenschappen langlaufen 2007 in Sapporo, Japan eindigde Longa als achtste op de 15 kilometer achtervolging, op de 30 kilometer klassiek eindigde ze als negentiende en op de sprint eindigde ze op de negenendertigste plaats. In november 2007 maakte de Italiaanse bekend te stoppen met langlaufen te stoppen, in maart 2008 maakte ze echter alweer haar rentree in het wereldbekercircuit. In het seizoen 2008/2009 boekte Longa in het Russische Rybinsk haar eerste wereldbekerzege, in het eindklassement van de wereldbeker bereikte ze de zesde plaats. Op de wereldkampioenschappen langlaufen 2009 in Liberec, Tsjechië veroverde de Italiaanse de zilveren medaille op de 10 kilometer klassieke stijl, op de 15 kilometer achtervolging eindigde ze als vierde en op de 30 kilometer vrije stijl als negende. Samen met Arianna Follis sleepte ze de bronzen medaille in de wacht op de teamsprint, op de estafette eindigde ze samen met Antonella Confortola, Sabina Valbusa en Arianna Follis op de vijfde plaats.

## Resultaten

### Olympische Spelen
| Jaar | Plaats         | Resultaten                                                                  |
| ---- | -------------- | --------------------------------------------------------------------------- |
| 2002 | Salt Lake City | 20e 10 km (klassieke stijl) 33e 30 km (klassieke stijl) 6e 4x5 km estafette |

### Wereldkampioenschappen
| Jaar | Plaats        | Resultaten |
| ---- | ------------- | --- |
| 2003 | Val di Fiemme | 11e 15 km (klassieke stijl) 20e 10 km (klassieke stijl) 7e 4x5 km estafette                                                     |
| 2007 | Sapporo       | 8e 15 km achtervolging 19e 30 km (klassieke stijl) 39e Sprint (klassieke stijl)                                                 |
| 2009 | Liberec       | 10 km (klassieke stijl) · 4e 15 km achtervolging · 9e 30 km (vrije stijl) · Team sprint (klassieke stijl) · 5e 4x5 km estafette |

### Wereldbeker

#### Eindklasseringen
| Seizoen   | Plaats | Punten |
| --------- | ------ | ------ |
| 2000/2001 | 85e    | 11     |
| 2001/2002 | 80e    | 12     |
| 2002/2003 | 51e    | 58     |
| 2003/2004 | 55e    | 64     |
| 2004/2005 | 69e    | 21     |
| 2006/2007 | 19e    | 281    |
| 2007/2008 | 34e    | 155    |
| 2008/2009 | 6e     | 995    |

#### Wereldbekerzeges
| Nr. | Datum           | Plaats  | Onderdeel           |
| --- | --------------- | ------- | ------------------- |
| 1.  | 30 januari 2009 | Rybinsk | 10 km (vrije stijl) |